# Forêt nationale du mont Baker-Snoqualmie
La forêt nationale Mont Baker-Snoqualmie est une forêt nationale américaine située dans l’État de Washington au nord-ouest des États-Unis. Elle se situe sur le versant occidental de la chaîne des Cascades et elle s’étend sur 225 km de la frontière canadienne au nord jusqu’au parc national du mont Rainier au sud.

## Population
La forêt recouvre une grande partie des comtés de Whatcom, Skagit, Snohomish, King et Pierce. 62 % de la population de l’État vivent à moins de 100 km de la forêt. À cela, il faut ajouter la population de la ville canadienne de Vancouver qui est également assez proche du Nord de la forêt. Cette proximité et le bon réseau routier font de cette forêt nationale une des plus visitées du pays.

## Géographie

### Montagne
Les parties nord et orientale de la forêt sont très vallonnées. La forêt comporte une quantité importante de paysages et de lieux historiques intéressants. Les montagnes affichent des altitudes de 1 500 mètres au sud jusque 2 500 mètres au nord. Parmi ces montagnes se trouvent deux volcans. Ces volcans, qui surplombent les montagnes environnantes, sont le mont Baker (3 285 mètres) et le pic Glacier.

### Glaciers
La zone couverte par la forêt nationale abrite la majorité des glaciers américains situés hors de l’Alaska. Les plus étendus sont :
- Mont Baker
  - Glacier Roosevelt
  - Glacier Mazama
  - Glacier Park
  - Glacier Boulder
  - Glacier Easton
  - Glacier Deming
  - Glacier Coleman
- Pic Sentinel
  - Glacier South Cascade
- Pic Glacier
  - Glacier Suiattle
  - Glacier Honeycomb

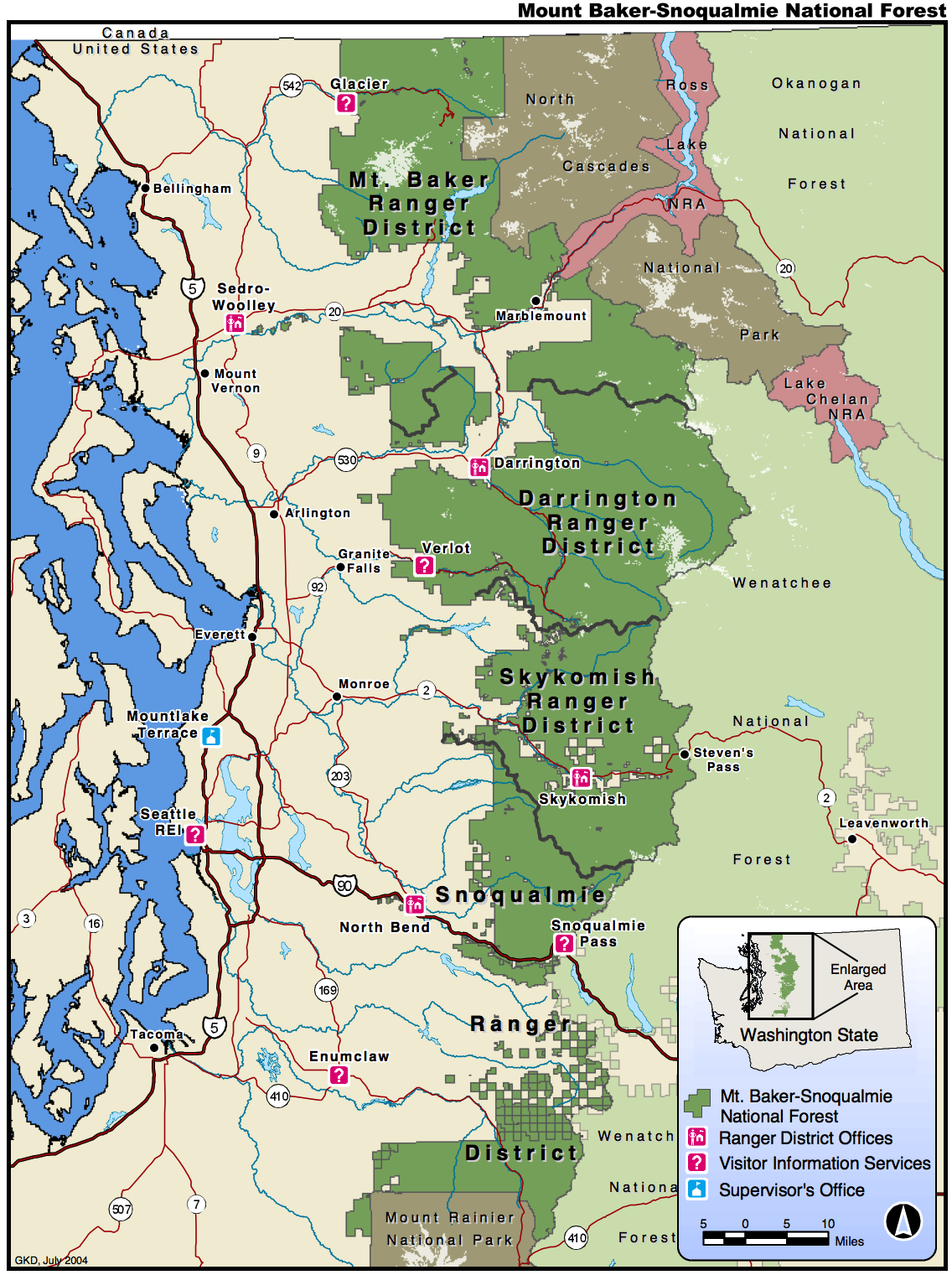
Carte de la forêt nationale Mont Baker-Snoqualmie.

Le nombre de glacier a chuté de 295 en 1971 à 287 en 1998. Les glaciers ont ainsi perdu de 20 à 40 % de leur volume entre 1984 et 2006. Cela est dû au réchauffement climatique et à l’insuffisance de l’apport de neige fraiche par rapport à la fonte estivale. Une des conséquences est la diminution du débit des rivières avoisinantes et l’augmentation de la température de l’eau. Les saumons et d’autres espèces de ces rivières sont affectés par de tels changements.

## Zones de préservation
Les forêts nationales américaines peuvent être exploitées et c’est pourquoi on a protégé une partie de celles-ci.
En 1968, une partie de la forêt fut placée sous la juridiction du National Park Service en tant que parc national des North Cascades. Le congrès américain a également créé des réserves naturelles :
- Glacier Peak
- Alpine Lakes
- Mont Baker
- Noisy-Diobsud
- Boulder River
- Henry M. Jackson
- Norse Peak
- Clearwater

En 2007, le congrès a également proposé de créer la réserve sauvage (400 km²) de Wild Sky Wilderness. La zone comporte également de nombreuses rivières comme les rivières Skagit, Cascade, Sauk et Suiattle. La rivière Skagit accueille une des plus importantes populations de Pygargue à tête blanche du pays durant l’hiver.
De plus la forêt comprend la zone récréative Mount Baker National Recreation Area (34,28 km2) qui a été créé en 1984 dans le but de permettre l'accès au mont Baker en motoneige.

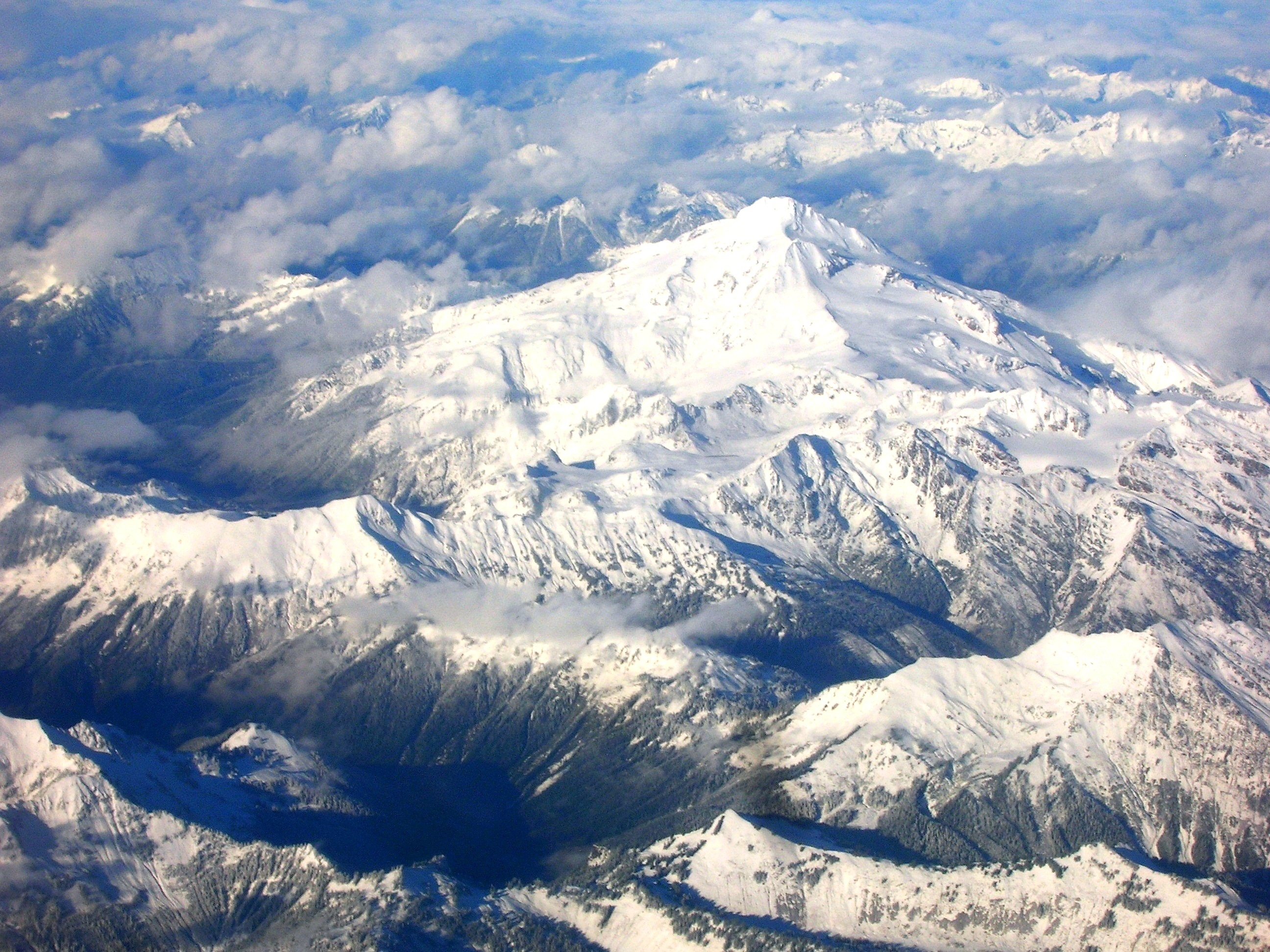
Vue aérienne du pic Glacier
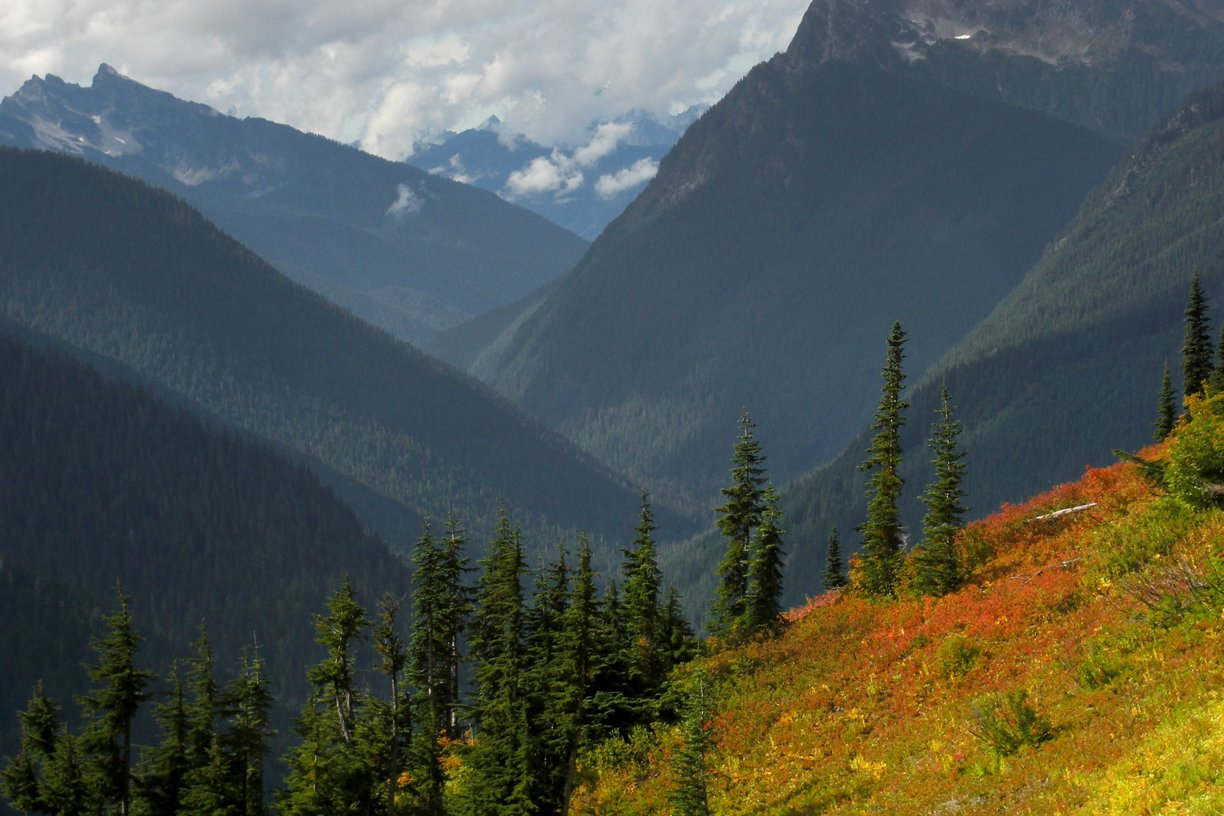
La vallée de Sauk River
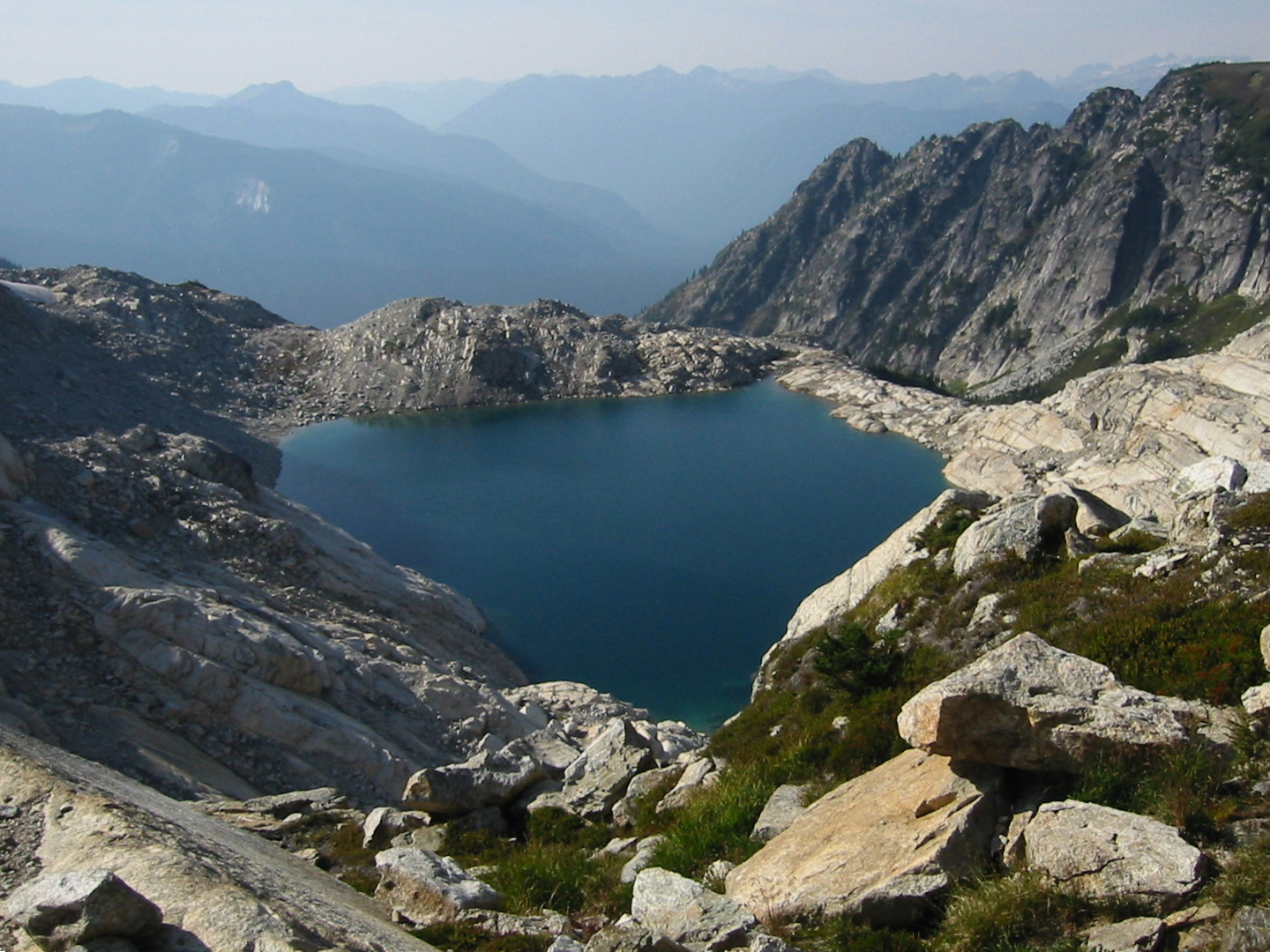
Le lac Triad
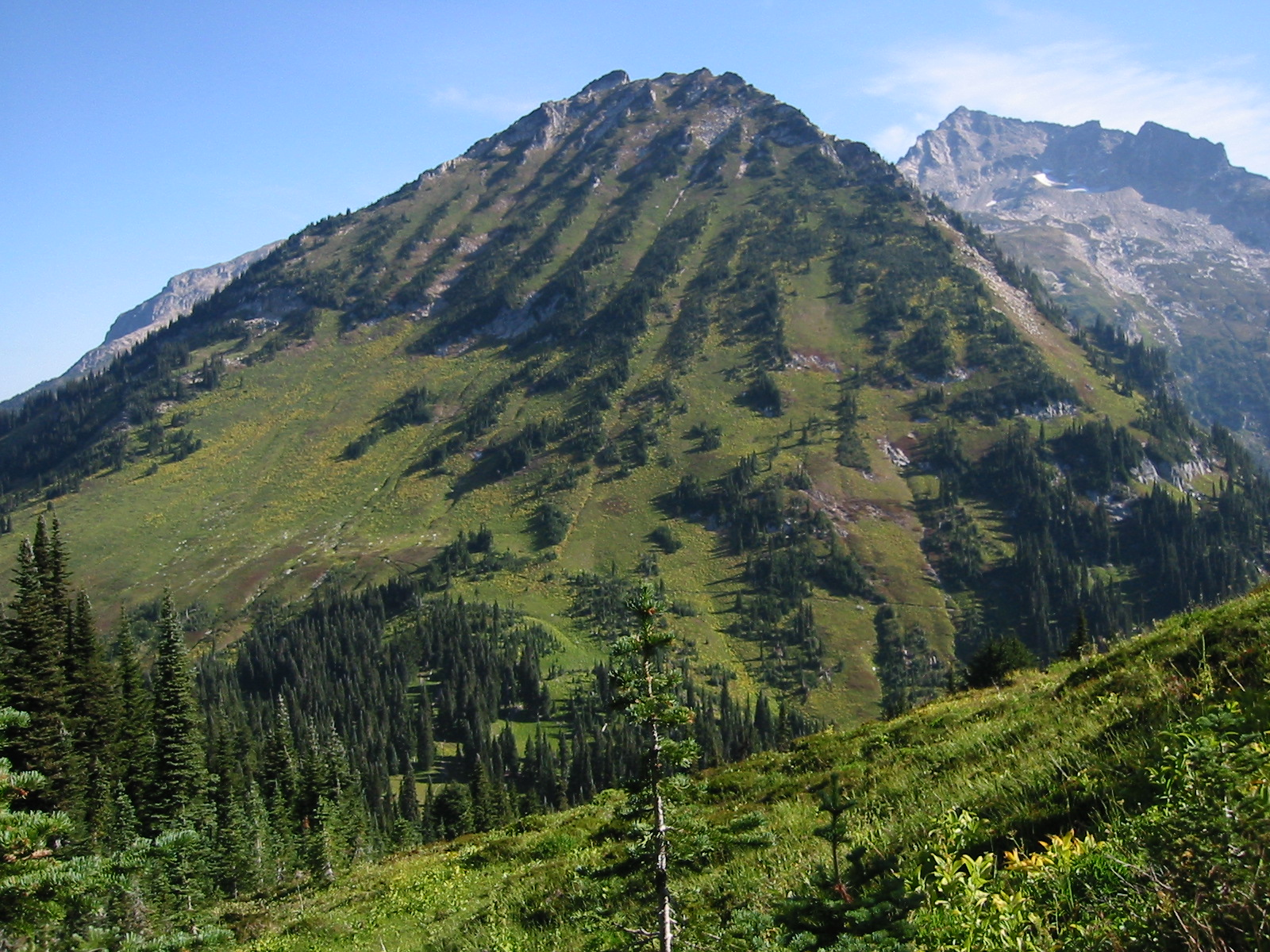
La Helmet Butte
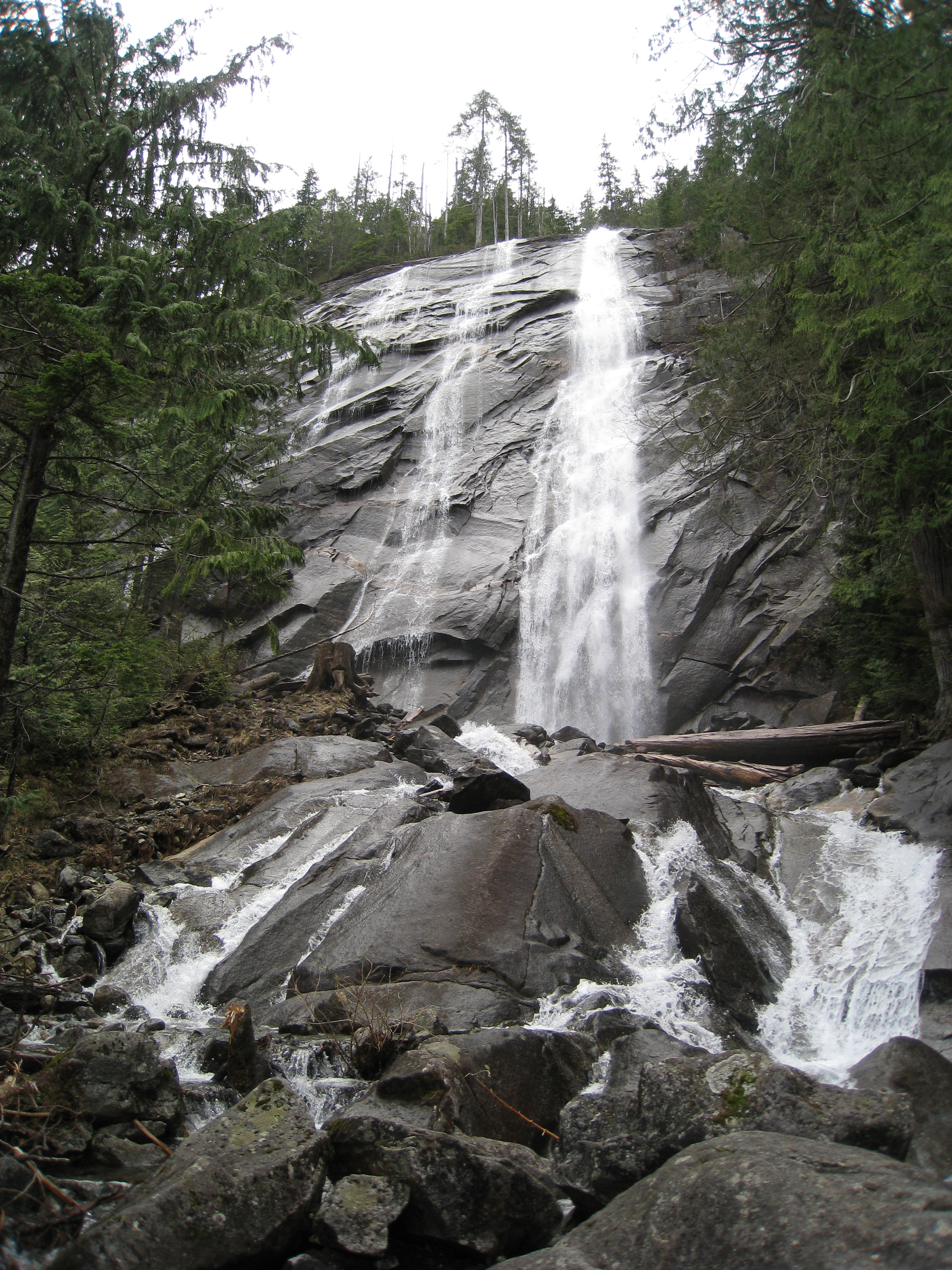
Les Bridal Veil Falls
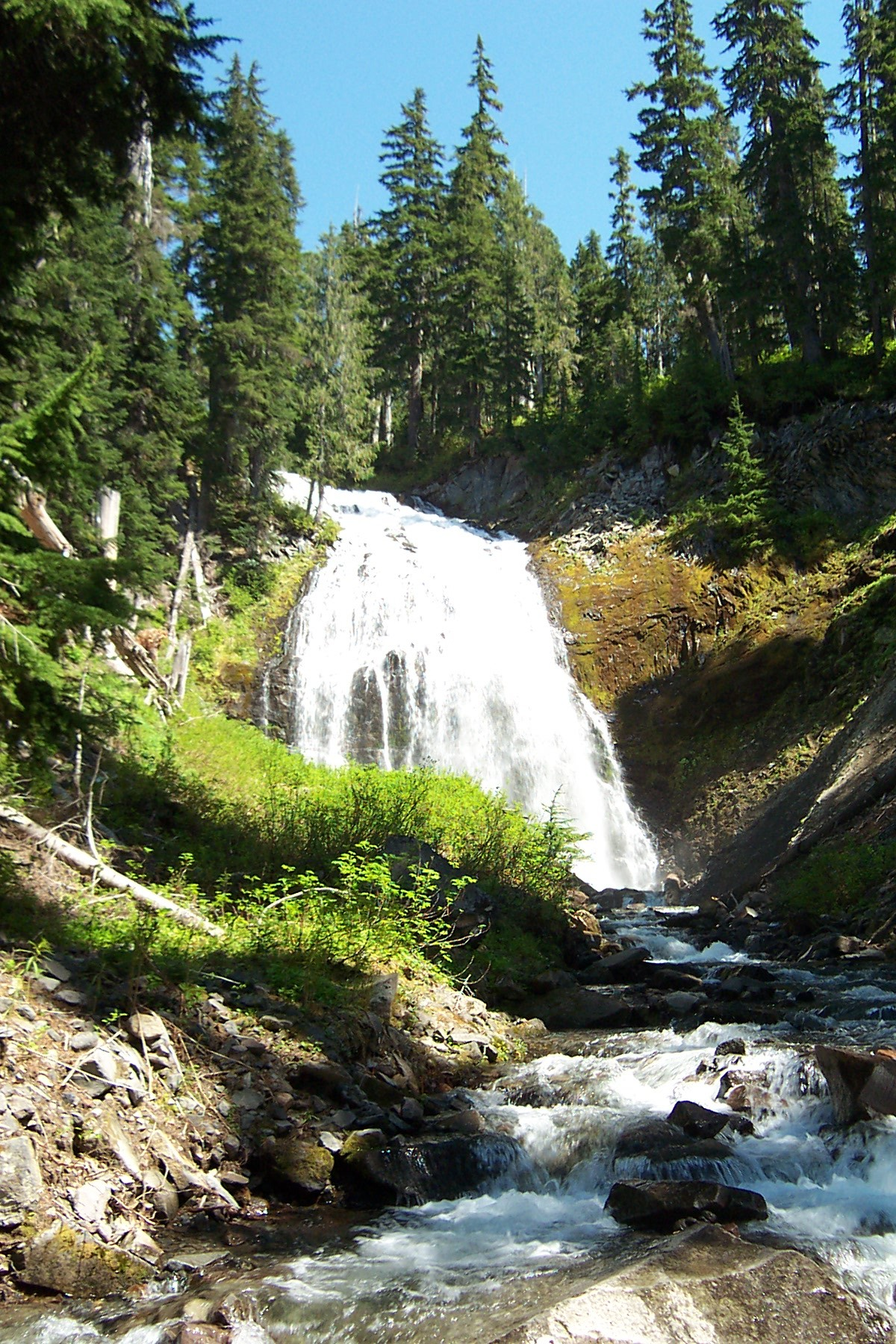
North Fork Skykomish Trail
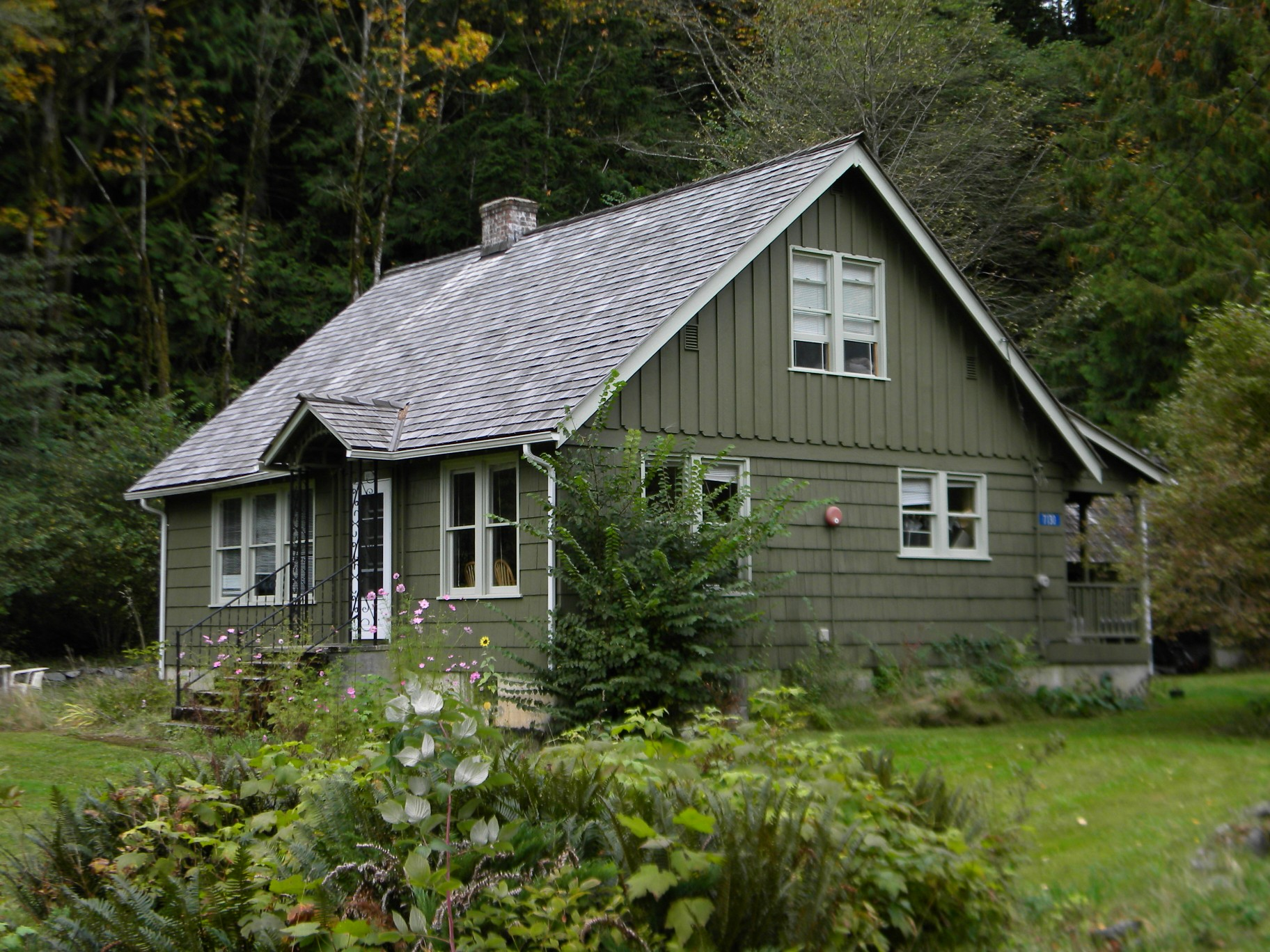
Backus-Marblemount Ranger Station House No. 1010.
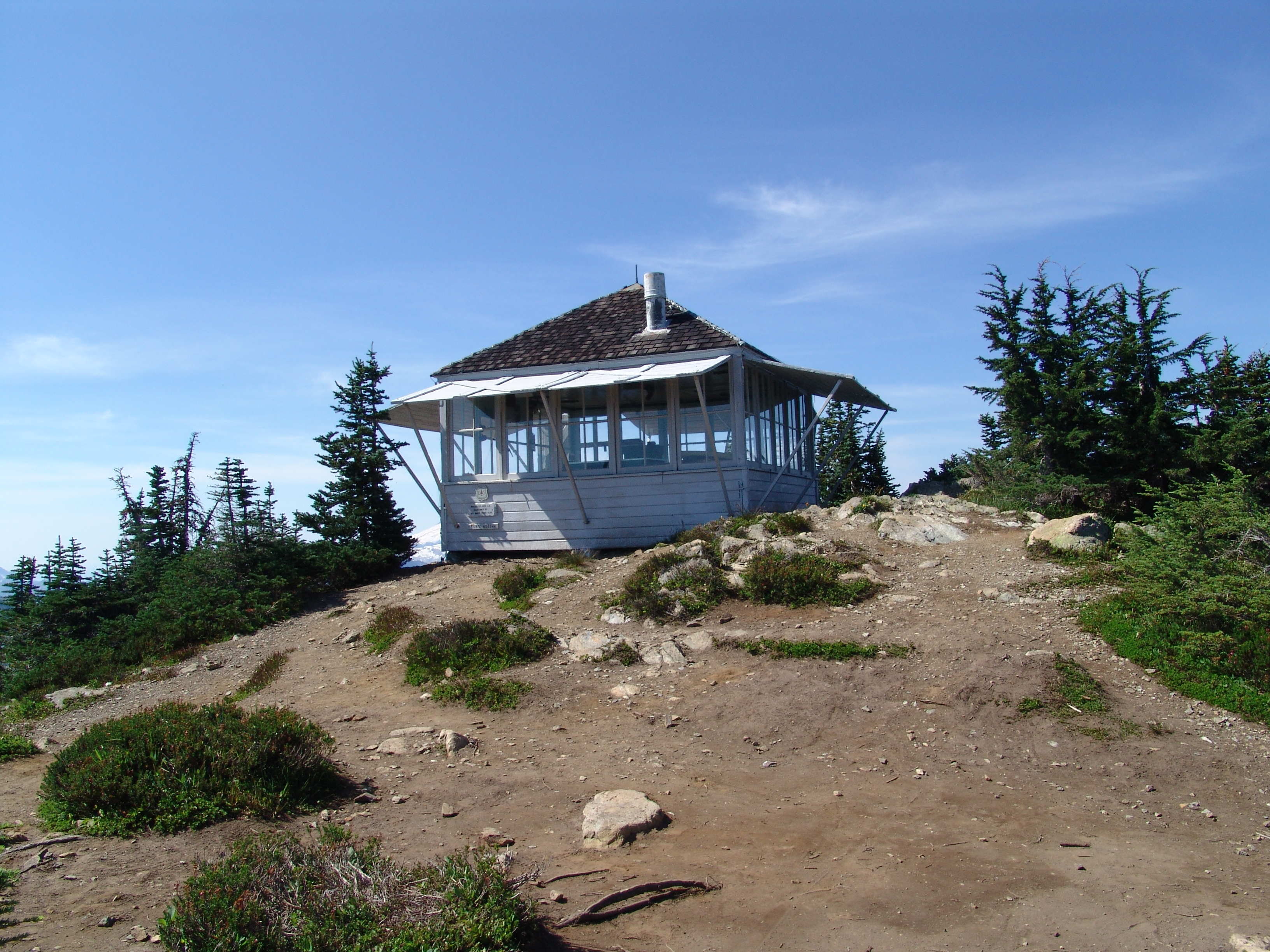
Le Winchester Mountain Fire Lookout.